# Klasy przestrzeni powietrznej
Klasy przestrzeni powietrznej – poszczególne rodzaje przestrzeni powietrznej. Przynależność poszczególnych części przestrzeni powietrznej do tychże klas określana jest przez organ państwowego nadzoru lotniczego wspólnie z państwowym cywilnym organem ruchu lotniczego oraz lotnictwem wojskowym. Według ICAO wyróżnia się następujące klasy przestrzeni powietrznej:

## Przestrzenie kontrolowane
- Klasa A – zezwala się tylko na wykonywanie lotów IFR; wszystkie loty podlegają działaniu służby kontroli ruchu lotniczego i są separowane od siebie nawzajem.
- Klasa B – zezwala się na wykonywanie lotów IFR i VFR; wszystkie loty podlegają działaniu służby kontroli ruchu lotniczego i są separowane od siebie nawzajem.
- Klasa C – zezwala się na wykonywanie lotów IFR i VFR; wszystkie loty IFR podlegają działaniu służby kontroli ruchu lotniczego i loty IFR są separowane od innych lotów IFR i od lotów VFR. Loty VFR są separowane od lotów IFR i zapewniana jest im informacja o ruchu co do innych lotów VFR.
- Klasa D – zezwala się na wykonywanie lotów IFR i VFR; wszystkie loty IFR podlegają działaniu służby kontroli ruchu lotniczego z informacjami o ruchu VFR, loty IFR są separowane od innych lotów IFR i zapewniona jest im informacja o ruchu co do lotów VFR. W lotach VFR nie jest zapewniana separacja; natomiast zapewniana jest informacja o ruchu między VFR a IFR, a na żądanie rada na uniknięcie kolizji.
- Klasa E – zezwala się na wykonywanie lotów IFR i VFR; loty IFR podlegają działaniu służby kontroli ruchu lotniczego i są separowane od innych lotów IFR. Loty VFR nie podlegają separacji. We wszystkich lotach zapewniana jest informacja o ruchu VFR – jeśli jest to możliwe.

## Przestrzenie niekontrolowane
- Klasa F – zezwala się na wykonywanie lotów IFR i VFR; wszystkim lotom IFR i VFR zapewnia się służbę informacji powietrznej. Separacja jest utrzymywana dla IFR od VFR, o ile jest to możliwe; separacji nie zapewnia się lotom VFR.
- Klasa G – zezwala się na wykonywanie lotów IFR i VFR; nie zapewnia się separacji żadnym lotom; zapewnia się służbę informacji powietrznej.

W poszczególnych krajach, a właściwie w poszczególnych rejonach informacji powietrznej (FIR – ang. Flight Information Region), mogą być używane tylko niektóre z wymienionych klas przestrzeni. W FIR Warszawa używa się klas C oraz G, w niektórych CTR i TMA ze względu na specyfikę ruchu wprowadzono klasę D (CTR i TMA EPLB – Lublin, CTR EPZG – Zielona Góra Babimost, CTR EPWA – Warszawa Okęcie). Ograniczenia wynikające z klasyfikacji przestrzeni powietrznej nie dotyczą państwowych statków powietrznych wykonujących loty związane z bezpieczeństwem państwa.